# Cherry Ann Murray
Cherry Ann Murray (Fort Riley) é uma física estadunidense, Professora de Física da Universidade Harvard. Foi presidente da American Physical Society (APS) em 2009